# ГЕС Сонг-Лоулоу
ГЕС Сонг-Лоулоу (фр. Barrage hydroélectrique de Song Loulou) – гідроелектростанція у Камеруні, станом на середину 2010-х років найпотужніша в країні. Розташвана перед ГЕС Едеа, є верхнім ступенем каскаду на річці Санага (впадає у затоку Біафра, що є частиною Гвінейської затоки).
Гребля Сонг-Лоулоу розташована за 115 км на захід від столиці країни Яунде. Тут річку перекрили кам’яно-накидною спорудою висотою 20 метрів та довжиною 328 метрів, на спорудження якої пішло 240 тис м3 матеріалу. Водоскиди обладнали біля правого берегу у бетонній греблі висотою 21,5 метра та довжиною 133 метри, яка потребувала 76 тис м3 матеріалу. Разом з допоміжною бетонною контрфорсною гребелю висотою 8,5 метра та довжиною 528 метрів ці споруди забезпечують подачу води до машинного залу. В той же час, створена ними водойма має об'єм лише 5 млн м3, тоді як  накопичення ресурсу для роботи станції (та каскаду в цілому) здійснюється трьома іншими водосховищами, спорудженими у верхній частині сточища річки за допомогою:
- греблі Mbakaou (1964), зведеної у верхній течії Санаги, яка носить назву Djerem. Це комбінована бетонна гравітаційна та земляна споруда висотою 30 метрів;
- спорудженої на правій притоці Санаги річці Мапе однойменної земляної греблі (1988) висотою 35 метрів;
- греблі Bamendjing (1974), зведеної на правій притоці тільки що згаданої Мапе річці Noun. Це так само комбінована бетонна гравітаційна та земляна споруда висотою 17 метрів.
Першу чергу станції у складі чотирьох турбін типу Френсіс потужністю по 49,5 МВт ввели в експлуатацію у 1981 році. В 1987-му її доповнили другою чергою так само із чотирьох турбін, яка довела загальну потужність станції до 384 МВт. Відпрацьована вода повертається до Санаги по відвідному каналу довжиною 1,1 км, при спорудженні якого вийняли 670 тис м3 породи, котра зокрема пішла на зведення основної греблі.